# Oecetis koobarra
Oecetis koobarra là một loài Trichoptera trong họ Leptoceridae. Chúng phân bố ở miền Australasia.